# Sand Creek-massakren
Sand Creek-massakren i Colorado var angrebet på en venlig-sindet lejr af cheyenner og arapahoer under den amerikanske hærs beskyttelse:169  om morgenen den 29. november 1864.:151 
På papiret blev angrebet især anført af en lokal hær af ”100 dages frivillige” med grå uniformer, der dog i realiteten var en mob af hvide:156  fra Denver og andre steder overvejende klædt i civilt tøj.:148  Cheyenne-høvding White Antelope blev dræbt under det skånselsløse angreb ledet af oberst Chivington:155  sammen med mere end 130 mænd, kvinder og børn fra de to stammer.:159  Høvding Black Kettle overlevede trods svære odds, og det samme gjorde George Bent, der siden nedskrev sin øjenvidneberetning om hændelserne. Arapaho-høvding Left Hand døde af sine sår efter angrebet.:40 
Massakren førte til omfattende hævntogter fra stammernes side både i Colorado og andre stater,:297  og de og deres allierede stødte flere gange sammen med den amerikanske hær:300  frem til en fredsaftale den 14. oktober 1865.:303 